# 18 Hits
18 Hits är ett samlingsalbum av Abba, utgivet den 8 september 2005.

## Låtlista
Alla låtar är skrivna och komponerade av Benny Andersson och Björn Ulvaeus om ej annat anges. 
| Nr  | Titel                                                               | Kompositör                                                            | Längd |
| --- | ------------------------------------------------------------------- | --------------------------------------------------------------------- | ----- |
| 1.  | The Winner Takes It All                                             | Benny Andersson, Björn Ulvaeus                                        | 4:54  |
| 2.  | Super Trouper                                                       | Benny Andersson, Björn Ulvaeus                                        | 4:10  |
| 3.  | Waterloo                                                            | Benny Andersson, Stig Anderson, Björn Ulvaeus                         | 2:42  |
| 4.  | Gimme! Gimme! Gimme! (A Man After Midnight)                         | Benny Andersson, Björn Ulvaeus                                        | 4:46  |
| 5.  | The Name of the Game                                                | Benny Andersson, Stig Anderson, Björn Ulvaeus                         | 4:51  |
| 6.  | Ring Ring                                                           | Benny Andersson, Stig Anderson, Björn Ulvaeus, Neil Sedaka, Phil Cody | 3:00  |
| 7.  | I Do, I Do, I Do, I Do, I Do                                        | Benny Andersson, Stig Anderson, Björn Ulvaeus                         | 3:18  |
| 8.  | SOS                                                                 | Benny Andersson, Stig Anderson, Björn Ulvaeus                         | 3:23  |
| 9.  | Fernando                                                            | Benny Andersson, Stig Anderson, Björn Ulvaeus                         | 4:14  |
| 10. | Hasta Mañana                                                        | Benny Andersson, Stig Anderson, Björn Ulvaeus                         | 3:09  |
| 11. | Mamma Mia                                                           | Benny Andersson, Stig Anderson, Björn Ulvaeus                         | 3:35  |
| 12. | Lay All Your Love on Me                                             | Benny Andersson, Björn Ulvaeus                                        | 4:32  |
| 13. | Thank You for the Music                                             | Benny Andersson, Björn Ulvaeus                                        | 3:51  |
| 14. | Happy New Year                                                      | Benny Andersson, Björn Ulvaeus                                        | 4:23  |
| 15. | Waterloo                                                            | Benny Andersson, Stig Anderson, Björn Ulvaeus                         | 2:42  |
| 16. | Honey Honey                                                         | Benny Andersson, Stig Anderson, Björn Ulvaeus                         | 2:54  |
| 17. | Ring Ring                                                           | Benny Andersson, Stig Anderson, Björn Ulvaeus, Neil Sedaka, Phil Cody | 3:00  |
| 18. | Dame! Dame! Dame! (spanskspråkig version av "Gimme! Gimme! Gimme!") | Benny Andersson, Björn Ulvaeus                                        | 4:46  |

## Listplaceringar
| Lista (2006-2015) | Topplacering |
| ----------------- | ------------ |
| Australien        | 32           |
| Danmark           | 39           |
| Frankrike         | 79           |
| Italien           | 35           |
| Spanien           | 17           |
| Tyskland          | 58           |